# Place de Vilnius
Place de Wilno
 (juillet 2018).
La place de Vilnius ou de Wilno (polonais : Plac Wileński) est une place située dans l'arrondissement de Praga-Północ à Varsovie.

## Histoire
Le Monument de la fraternité d'armes, est enlevé en 2011 pour la construction de la Ligne 2 du métro de Varsovie mais, en 2015, le conseil de la ville décide de ne pas le remettre.